# Millard Fillmore
Millard Fillmore (Summerhill, Nueva York, 7 de enero de 1800-Búfalo, 8 de marzo de 1874) fue el decimotercer presidente de los Estados Unidos, sirviendo desde 1850 hasta 1853. Terminó el mandato de su predecesor Zachary Taylor, que falleció de causas naturales tras poco más de un año en el poder. Por lo tanto, Fillmore fue presidente, pero nunca ganó unas elecciones. Fue miembro del Partido Antimasónico y del Partido Whig, del que sería su último presidente en la Casa Blanca. También fue candidato por el Partido Americano/Nativista, o Know Nothing para las elecciones presidenciales de 1856. La mayoría de los historiadores especializados en esta época suele considerarlo uno de los presidentes menos memorables en la historia de Estados Unidos, incluso uno de los más mediocres.

## Biografía

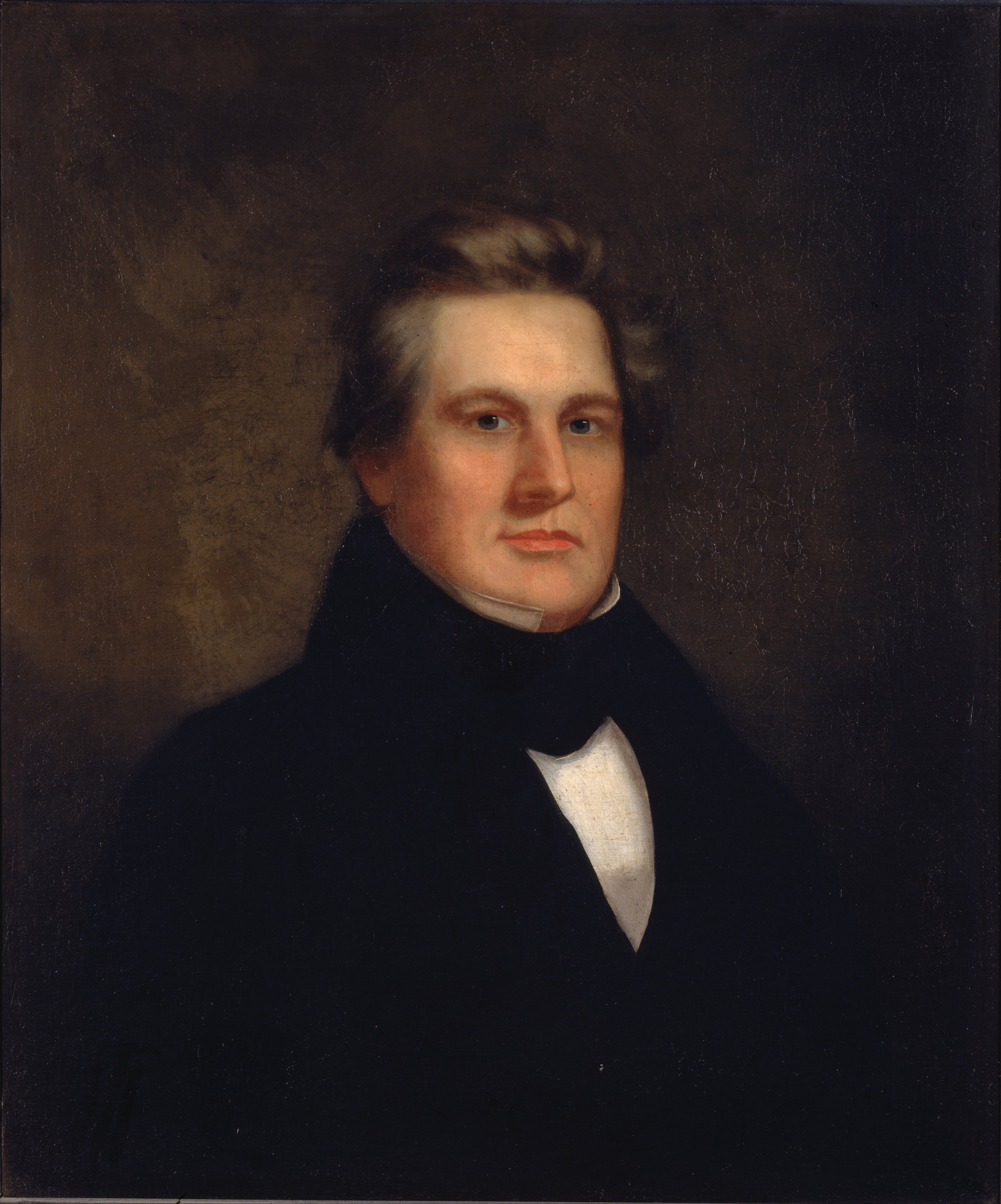
Fillmore en 1843.

Millard Fillmore nació en el Condado de Cayuga, estado de Nueva York. Fue el segundo hijo de un total de nueve del matrimonio entre Natahniel Fillmore y Phoebe Millard, y el mayor de los varones. Se casó el 26 de febrero de 1826 con Abigail Powers, a quien conoció mientras estudiaba en la Academia New Hope y ella era su profesora.
Fillmore contaba con una larga carrera política cuando alcanzó la presidencia. Con veinticuatro años ya militaba en el Partido Antimasónico. Entre 1829 y 1831 fue miembro de la Asamblea Estatal de Nueva York, y entre 1833 y 1835 fue congresista en la Cámara de Representantes, a donde volvió entre 1837 y 1843. Whig desde la fundación del partido, en 1840 hizo campaña por Harrison en Nueva York. Sin embargo, en 1844 no logró ser nominado a la vicepresidencia por la Convención de su partido ni ser elegido gobernador de Nueva York. Su suerte cambió en la Convención whig de 1848, cuando fue incluido en la candidatura para la presidencia de Taylor como su vicepresidente.

## Presidencia

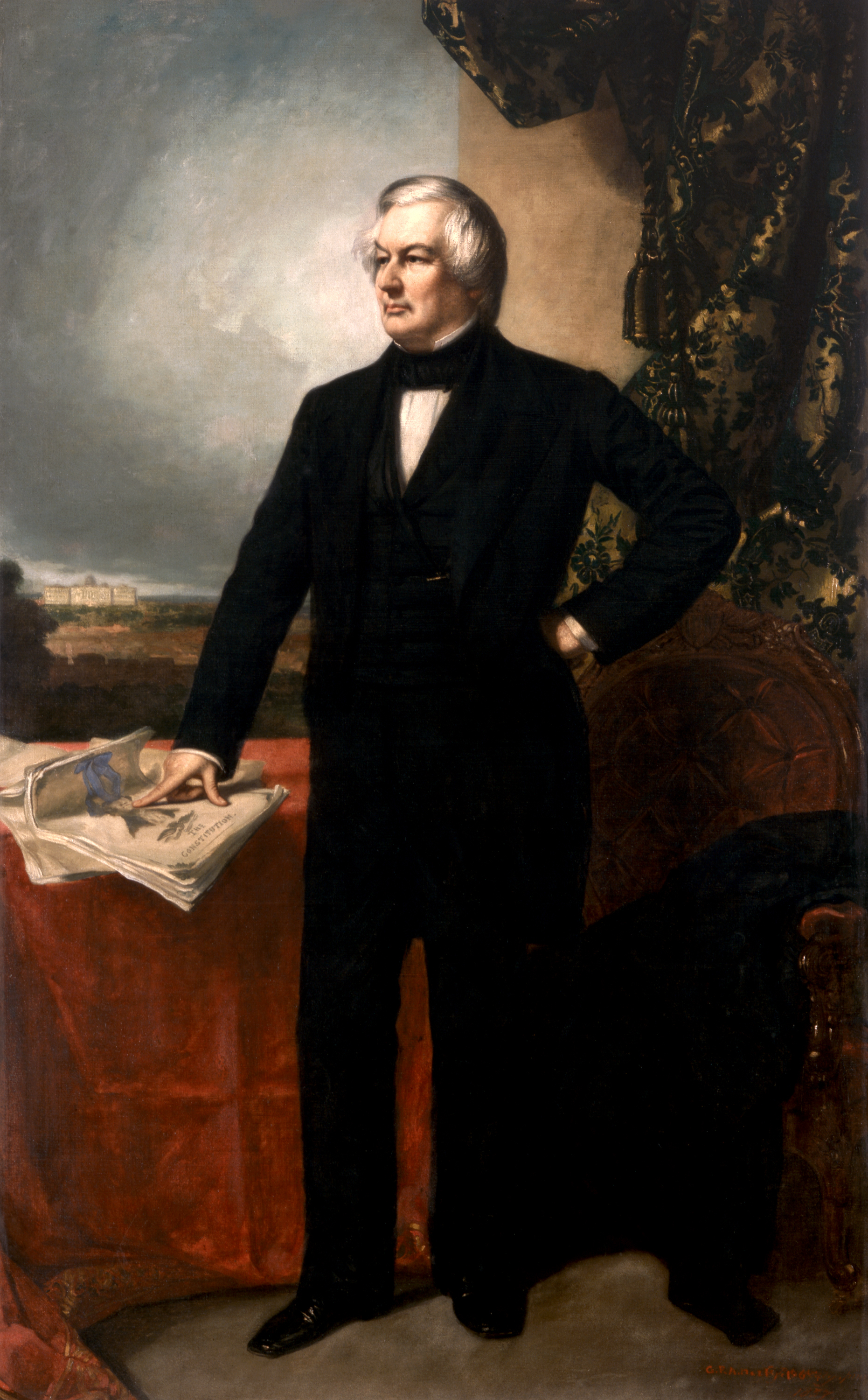
Retrato oficial de Millard Fillmore en la Casa Blanca.

El 9 de julio de 1850 el vicepresidente Fillmore se reunió con el agonizante Taylor, cuando este ya llevaba cinco días gravemente enfermo. Ambos habían ganado sus respectivas nominaciones electorales en la Convención whig de Filadelfia de 1848 sin haber cruzado nunca antes una palabra. Tras la victoria, las relaciones entre el curtido militar y el veterano político siguieron siendo casi inexistentes, lo que no es sinónimo de malas. Ese 9 de julio, Fillmore salió de la Casa Blanca convencido de la gravedad del presidente y, en efecto, pocas horas después le dieron la noticia del fallecimiento de Taylor a las once menos veinticinco de la noche. Juró el cargo al día siguiente. Su primera medida consistió en la destitución de todo el gabinete que había heredado y que tanto lo había ignorado durante su vicepresidencia.
En asuntos exteriores, Fillmore fue particularmente activo en la región de Asia y el Pacífico, sobre todo en lo que respecta a Japón, donde estaba prohibido casi todo contacto exterior. Comerciantes y armadores estadounidenses querían «abrir» sus puertos para el comercio, y podrían desembarcar ahí en caso de emergencia sin ser castigados.
Fillmore y el secretario de Estado, Daniel Webster enviaron al comodoro Matthew C. Perry para abrir Japón a las relaciones con el mundo exterior y aunque Perry no llegó a Japón hasta después del final del mandato de Fillmore, fue él quien ordenó la expedición de Perry.
Fillmore tenía dificultades con respecto a Cuba. Muchos sureños querían expandir el territorio de esclavos en los EE. UU., pero el compromiso de Misuri y otras leyes lo impidieron. Cuba era una colonia de España, donde se practicaba la esclavitud. Por lo tanto, algunos de estos sureños trataron de conseguir que Cuba se anexionase a los EE. UU. como estado esclavista. El aventurero venezolano Narciso López reclutó a estadounidenses durante tres expediciones de «filibusteros» a Cuba, con la esperanza de derrocar a la dominación española. Y aunque López y varios de sus seguidores fueron acusados de violación de la «Ley de Neutralidad», fueron rápidamente absueltos por los jurados del sur.
Pero la gran dificultad que tuvo que afrontar Fillmore durante su presidencia fue la cuestión de la esclavitud. Con el paso del tiempo las diferencias entre el norte y el sur se habían incrementado, con el resultado de que en el primero el movimiento abolicionista había cobrado mucha fuerza y el segundo veía como una seria amenaza la posibilidad de verse obligado a renunciar a la esclavitud. Esto parecía probable: con la incorporación de cada vez más estados a la Unión (en muchos casos en los territorios arrebatados a México) -tales como Florida y Texas con población esclava e Iowa, Wisconsin y California sin ella- el sur se veía cada vez más confinado territorialmente, lo que podía romper el equilibrio matemático entre estados esclavistas y libres en el Senado, con la inevitable consecuencia que esto acarrearía: la abolición de la esclavitud.

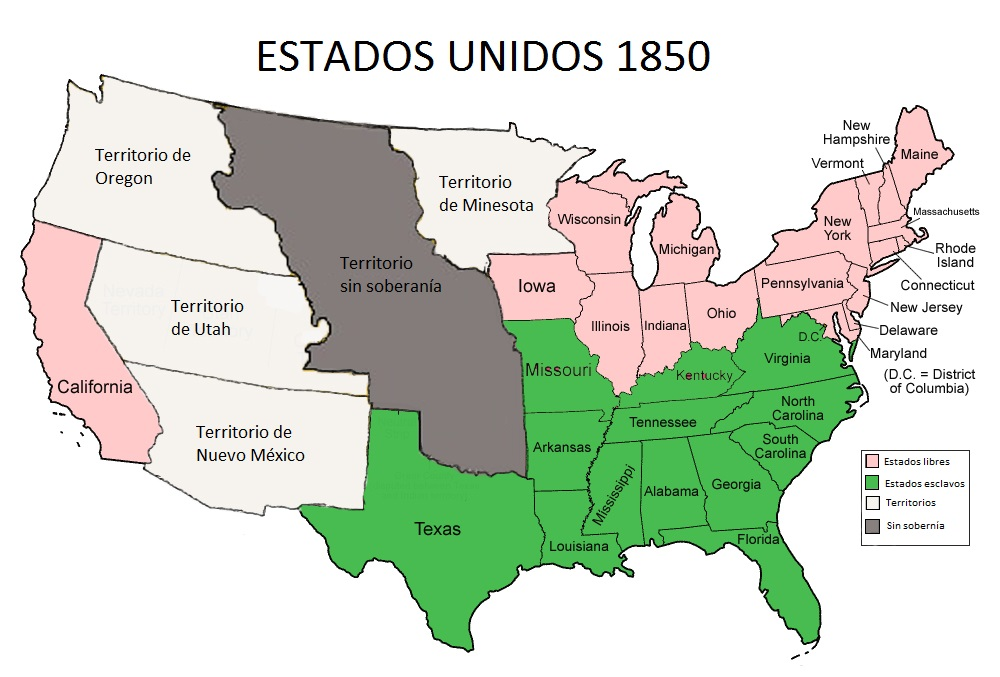
Mapa de los Estados Unidos luego de su configuración según el Compromiso de 1850.

Para zanjar esta cuestión se presentó el Compromiso de 1850, un conjunto de propuestas que pretendía satisfacer a ambas partes: el abolicionismo ganaba con la incorporación de California y la prohibición del comercio de esclavos en la capital federal, Washington D. C. El sur, por su parte, ganaba la posibilidad de incorporar en el futuro a Utah y Nuevo México a la Unión como estados esclavistas, además de una Ley de esclavos fugitivos más restrictiva. Esta nueva ley establecía que todo negro capturado sería considerado un esclavo fugitivo si un blanco lo reclamaba como suyo. El testimonio del negro, por el contrario, no valía nada, ni tenía posibilidad legal de demostrar que ni era un esclavo huido, ni conocía al blanco que argüía ser su propietario. En total, en toda la década de 1850 fueron capturados bajo el amparo de esta ley 332 negros.
El Compromiso de 1850 es considerado uno de los últimos grandes acuerdos para salvar la Unión y evitar la guerra. Con el apoyo del presidente Fillmore, las disposiciones del Compromiso -que su predecesor en el cargo, el general Taylor, no quiso firmar- se fueron aprobando por separado entre el 9 y el 20 de septiembre. Finalmente, el Compromiso había salido adelante, y aunque logró desbloquear momentáneamente la situación y relajar tensiones durante un par de años más, no pudo disipar el temor a la secesión del sur ni a un enfrentamiento violento entre esclavistas y abolicionistas. El motivo de este relativo fracaso del Compromiso es que el sur entendió que había cedido más que el norte, ya que era muy improbable que los territorios de Utah y Nuevo México finalmente optaran por constituirse en estados esclavistas cuando llegara el momento. Por lo tanto, lo único que los políticos del sur percibían como un triunfo era la nueva ley de esclavos fugitivos, que, sin embargo, indignaba a muchos norteños abolicionistas. En este contexto, Carolina del Sur llegó a amenazar con la secesión por su rechazo del Compromiso, como ya hiciera en 1832 durante la "crisis de la anulación" acerca de los aranceles proteccionistas que el norte reclamaba y el sur rechazaba. Unos meses antes, un histórico político sureño, el surcarolinés John C. Calhoun, había leído pocas semanas antes de morir una escueta y lúgubre advertencia personal: «El sur no podrá permanecer mucho tiempo más en la Unión con honor». Palabras que se revelarían proféticas.

Escena de La cabaña del tío Tom: Simon peleando con Tom.

A lo largo de la presidencia de Fillmore la cuestión de la esclavitud fue ocupando un espacio cada vez mayor en la vida política estadounidense, mientras el debate se iba enconando entre esclavistas y antiesclavistas. En 1852 la publicación de la novela La cabaña del tío Tom por Harriet Beecher Stowe supuso un auténtico fenómeno editorial en el norte, además de una conmoción moral por su duro retrato de la vida de los esclavos. La novela fue un éxito de ventas, al vender 3000 ejemplares sólo en su primer día, 20 000 las tres primeras semanas y 300.000 al cabo de un año en todo EE. UU.
A la postre, el gran perjudicado por este nuevo acuerdo sobre la esclavitud fue el propio Partido Whig. Pese a que el Compromiso de 1850 había sido idea de uno de sus grandes líderes, Henry Clay (autor también del Compromiso de 1820), y que fue respaldado por la Convención Whig de Baltimore de 1852, el partido quedó irreversiblemente fracturado entre norte y sur por la cuestión de la esclavitud. Los whigs norteños encontraban intolerable el respaldo de su partido al Compromiso, y especialmente a la muy polémica Ley de esclavos fugitivos que tanta indignación había despertado en el norte.
Al acercarse las elecciones presidenciales de 1852, Fillmore había estado indeciso durante mucho tiempo sobre si correr durante un período completo como Presidente o no, pero era impopular entre los Whigs norteños por haber firmado y hecho cumplir la ley de esclavos fugitivos por lo que el general Winfield Scott le ganó la nominación. Scott sería el último candidato que el Partido Whig presentaría a la presidencia, y Fillmore, el último whig que habitó la Casa Blanca.

## Posterior a 1852

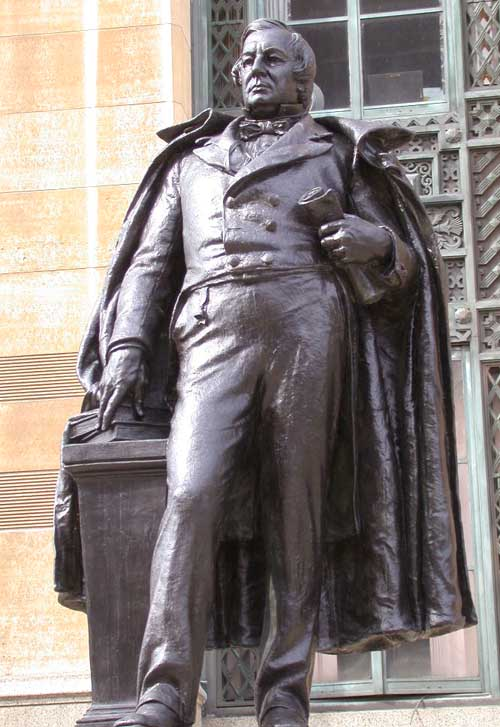
Estatua de Fillmore, anexa al Ayuntamiento de Búfalo.

Tras dejar la presidencia y perder ese mismo año a su esposa y al siguiente a su hija, Fillmore viajó por Europa. En Londres coincidió con el también expresidente Van Buren en la Cámara de los Comunes, y en París pagó la fianza del periodista Horace Greeley, encarcelado por impago de deudas. Estando allí le comunicaron que el partido Know Nothing lo había nominado para la presidencia con vistas a las elecciones de 1856. Su candidatura obtuvo entre 873 000 y 874 000 votos -la cifra varía de unas fuentes a otras-. Fue el punto final de su dilatada carrera política.
El 10 de febrero de 1858, Fillmore contrajo matrimonio con Caroline McIntosh, una viuda rica y compró una casa grande en Buffalo, Nueva York, donde residirían. El expresidente pasó allí sus últimos años, retirado de toda actividad política.
En las elecciones de 1860, Fillmore apoyó al candidato John C. Bell y se convirtió en un constante crítico del Presidente Abraham Lincoln. De hecho, en 1865 una indignada multitud se congregó ante la casa de Fillmore cuando se conoció la noticia del asesinato de Lincoln.
Pese a que en su discurso de despedida aseguró que dejaba a la nación en la senda de "la paz y la prosperidad", Millard Fillmore fue considerado ya por sus contemporáneos un presidente sobrevenido, dubitativo e ineficaz, que sólo supo contemporizar ante el conflicto que se avecinaba por la permanencia de la Unión o de la esclavitud.